# Rudolf Wehrl
Rudolf Wehrl (* 27. Dezember 1903 in Unterhöflein, Gemeinde Höflein an der Hohen Wand; † 31. August 1965 in Wiener Neustadt) war ein österreichischer Politiker (SPÖ).

## Leben
Rudolf Wehrl besuchte die Volksschule in Dunkelstein, Neunkirchen und Willendorf und verdingte sich neben der Schule bei Bauern als Hüterbub. Ab 1918 – mit 15 Jahren – arbeitete er als Bergmann im Kohlenbergwerk Grünbach, anfangs als Lehrhauer und Säuberer, dann Förderer, dann als Hauer. 1923 verlor er diese Arbeit, und arbeitete ein Jahr als Bergmann in Gaming im Bezirk Scheibbs. Danach zog er über seine spätere Frau Anna nach Wiener Neustadt und arbeitete als Straßenarbeiter der Bundesstraßenverwaltung an der Asphaltierung der Neunkirchner Straße. 1924 ging er als Hilfsarbeiter zur Wiener Neustädter Lokomotivfabrik. 1925 heiratete Wehrl und im gleichen Jahr wurde auch Sohn Kurt geboren. Er wohnte mit Frau und Kind und Schwiegermutter in armen Verhältnissen in einer Kellerwohnung. Ab 1929 arbeitete er – mit zeitlichen Unterbrechungen bedingt durch Rezessionen – bis 1944 bei Bickford & Co. in Wiener Neustadt, eine Zippverschlussfabrik, als Textilarbeiter, anfangs als Hilfsarbeiter, dann als Automateneinsteller. Bis 1934 war er ebendort Betriebsrat.

## Auszeichnungen
- 1963 Ehrenbürger von Wiener Neustadt

## Politik
Wehrl wirkte nach dem Zweiten Weltkrieg von 1945 bis 1965 als Bürgermeister der Stadt Wiener Neustadt. Er war Landesobmann des sozialistischen Gemeindevertreterverbandes. Er vertrat die SPÖ zwischen dem 4. Juni 1959 und seinem Todestag im Landtag von Niederösterreich und war zudem ab dem 19. November 1964 2. Landtagspräsident.
Am 2. April 1945 nahm das V. Garde-Panzerkorps der Sowjets die Stadt Wiener Neustadt ein. Am 3. April wurde Rudolf Wehrl, Arbeiter der Firma Bickford & Co. vom sowjetischen Stadtkommandanten Major Sutskow zum provisorischen Bürgermeister bestellt. Am 5. April erhielt er von der sowjetischen Kommandantur die Bestätigung Rudolf Wehrl ist Bürgermeister der Stadt Wiener Neustadt und hat das Recht, zu jeder Tages- und Nachtzeit auf der Straße zu gehen. Tage danach besuchte Wehrl den ehemaligen Staatskanzler Karl Renner auf Schloss Eichbüchl. Zum Ende des Krieges erfolgte am 9. Mai 1945 Hauptplatz eine Kundgebung, wo der sowjetischen Stadtkommandant, Bürgermeister Rudolf Wehrl, die drei Vizebürgermeister Karl Miksch (SPÖ), Hans Goldschmidt (ÖVP), Karl Hofer (KPÖ), Ansprachen hielten.